# منطقة بيتا
منطقة بيتا هي منطقة في كوكب الزهرة تمتد لنحو حوالي 3000 كم، وتشكل منطقة من المرتفعات البارزة متمركزة في 25.3 درجة شمالا 282.8 درجة شرقا.وقد اكتشفها وسماها ديك غولدشتاين في عام 19641964.وتمت الموافقة على الاسم من قبل الفريق العامل في الاتحاد الفلكي الدولي والمعني بنظام التسميات الكوكبية (IAU/WGPSN) بين عامي 1976 و 1979. جبل ماكسويل ومنطقة ألفا ومنطقة بيتا الاستثناءات الثلاثة لقاعدة تسمية ملامح سطح الزهرة باسناء مؤنثة: للنساء أو لآلهة. تحتوي على فوهتين شهيرتين هما ريا وثيا.